# Cloclo (film)
Pour les articles homonymes, voir Cloclo.
Pour plus de détails, voir Fiche technique et Distribution.
Cloclo, ou Cloclo : La fabuleuse histoire de Claude François au Québec, est un film biographique belgo-français écrit et réalisé par Florent-Emilio Siri, sorti en 2012.

## Synopsis
La vie du chanteur populaire Claude François, de sa jeunesse à Ismaïlia en Égypte, jusqu'à sa mort accidentelle dans son appartement parisien survenue le 11 mars 1978.

## Fiche technique
- Titre français : Cloclo
- Titre québécois : Cloclo : La fabuleuse histoire de Claude François[1]
- Titre international : My Way[3]
- Réalisation : Florent-Emilio Siri
- Scénario : Florent-Emilio Siri[2] et Julien Rappeneau
- Dialogues : Julien Rappeneau
- Direction artistique : Cyril Hauguel
- Décors : Philippe Chiffre
- Costumes : Mimi Lempicka
- Photographie : Giovanni Fiore Coltellacci
- Son : Antoine Deflandre, Germain Boulay, Serge Rouquairol, Éric Tisserand et Williams Schmit[4]
- Montage : Olivier Gajan
- Musique : Alexandre Desplat[5]
- Chorégraphie  : Mia Frye et Michel Ressiga
- Productions : Cyril Colbeau-Justin et Jean-Baptiste Dupont, Claude François junior (coproducteur) et Marc François (coproducteur)
- Sociétés de production : LGM Cinéma, StudioCanal (coproduction), TF1 Films Production (coproduction), Flèche Productions (coproduction) et 24C Prod Ed (coproduction)
- Sociétés de distribution : Frenetic Films[6] (Suisse), Les Films Séville[1] (Canada) Studiocanal (France), uFilm (Belgique)
- Budget : 19 810 000 euros[7]
- Pays d'origine :  France /  Belgique
- Langues originales : français, anglais
- Format : couleur — 2.35 : 1 CinemaScope — 35 mm — son Dolby Digital
- Durée : 148 minutes, 155 minutes (version longue en DVD uniquement)
- Genre : biographique
- Dates de sortie[8] :
  - Belgique, France, Suisse romande[6] : 14 mars 2012
  - Canada[1] : 29 juin 2012

## Distribution
- Jérémie Renier : Claude François
- Benoît Magimel : Paul Lederman, l'imprésario
- Monica Scattini : « Chouffa » François, Mère de Claude et Josette
- Sabrina Seyvecou : Josette François, Sœur de Claude
- Ana Girardot : Isabelle Forêt, Compagne et Mère de ses Enfants
- Joséphine Japy : France Gall, La Chanteuse et Petite Amie
- Maud Jurez : Janet Woollacott, La Première Epouse de Claude
- Marc Barbé : Aimé François, Père de Claude
- Éric Savin : Jean-Jacques Tilché, le Directeur Artistique
- Sophie Meister : Kathalyn Jones, La Dernière Compagne de Claude
- Janicke Askevold : Sofia
- Edouard Giard : Ticky Holgado, Le Premier Secrétaire
- Jérémy Charbonnel : Christian Morise, Le Second Secrétaire
- Robert Knepper : Frank Sinatra, Le Crooner
- Alison Wheeler : Sylvie Mathurin, l'Habilleuse
- Alban Aumard : Jean-Pierre Bourtayre, Le Directeur Artistique
- Fleur Lise Heuet : Nicole Gruyer, une des Collaboratrices
- Bruno Flender : Gros Minet, Chauffeur et Garde du Corps de Claude
- Pascal Aubert : Eddy Marnay, Le Parolier
- François Bureloup : Le Directeur Cartier
- Cédric Chatelain : Gilbert Moreau, l'Assistant-Photographe de Jean-Marie Périer
- Loïc Godfroid
- Bertrand Nadler : Éric Eschenlohr, Epoux de Josette
- Lætitia Colombani : Vline Buggy, La Parolière
- Vincent Nemeth : Bruno Coquatrix, Le Directeur et Propriétaire de l'Olympia
- Adriano Sinivia : Louis Frosio, l'Orchestre du Sporting Monte-Carlo
- Pierre Diot : Le Policier
- Jean Vincentelli : Le Curé
- Émilie Caen : Geneviève Leroy
- Damien Vault : Le Coursier Disquaire
- Aude Pépin : La réceptionniste des Disques Flèche
- Emmanuel Rossfelder : Gilbert Bécaud
- Thomas Jouannet : Alain-Dominique Perrin
- Arthur Defays : Johnny Hallyday

## Production

### Développement

#### Projet originel
Le projet d'un film sur Claude François prend forme en 2002, quand Antoine de Caunes propose à Claude François junior et son frère Marc l'idée de faire un film biographique sur leur père. Ces derniers, intéressés, désirant connaître l'interprète qui l'incarnerait, l'animateur de Nulle part ailleurs suggère alors un acteur belge qu'il avait déjà en tête : Jérémie Renier. Ce que Claude François junior et son frère Marc approuvent : « Il m’a parlé d’un jeune acteur belge qui était en train de monter, et dont la ressemblance avec mon père était troublante. Je ne connaissais pas Jérémie Renier. J’ai vu un de ses films et j’ai tout de suite été convaincu ».
L'année suivante, Claude François junior, producteur de Flèche Productions, et son frère Marc, producteur de 24 C Prod Ed, reçoivent le scénario de Yann Moix, intitulé Podium avec Benoît Poelvoorde dans le rôle d'un sosie du chanteur. Ils se sont alors dit : « qu’un film sur la vie de notre père pouvait encore attendre, alors que ce projet-là, il ne fallait pas le laisser passer  ». Le projet est donc stoppé.

#### Sept ans aprèsPodium

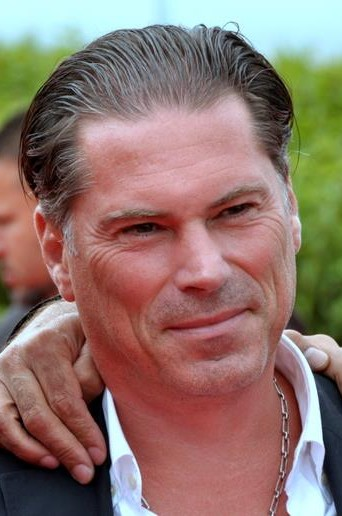
Le réalisateur Florent-Emilio Siri

Le réalisateur Florent-Emilio Siri croise souvent les producteurs de LGM Productions, Cyril Colbeau-Justin et Jean-Baptiste Dupont, qui lui proposent des films et en discutent au fil des années jusqu'au jour où ils parlent du projet sur la biographie de Claude François en l'invitant à regarder un documentaire sur ce chanteur. Pour le cinéaste, « ce qu’il y a d’important pour un réalisateur, c’est d’avoir quelque chose à dire de personnel dans les films et d’avoir une manière à soi de dire les choses. [Il a] donc essayé, dans un premier temps, de [se] rappeler les souvenirs qu'[il] avait de Claude François ».

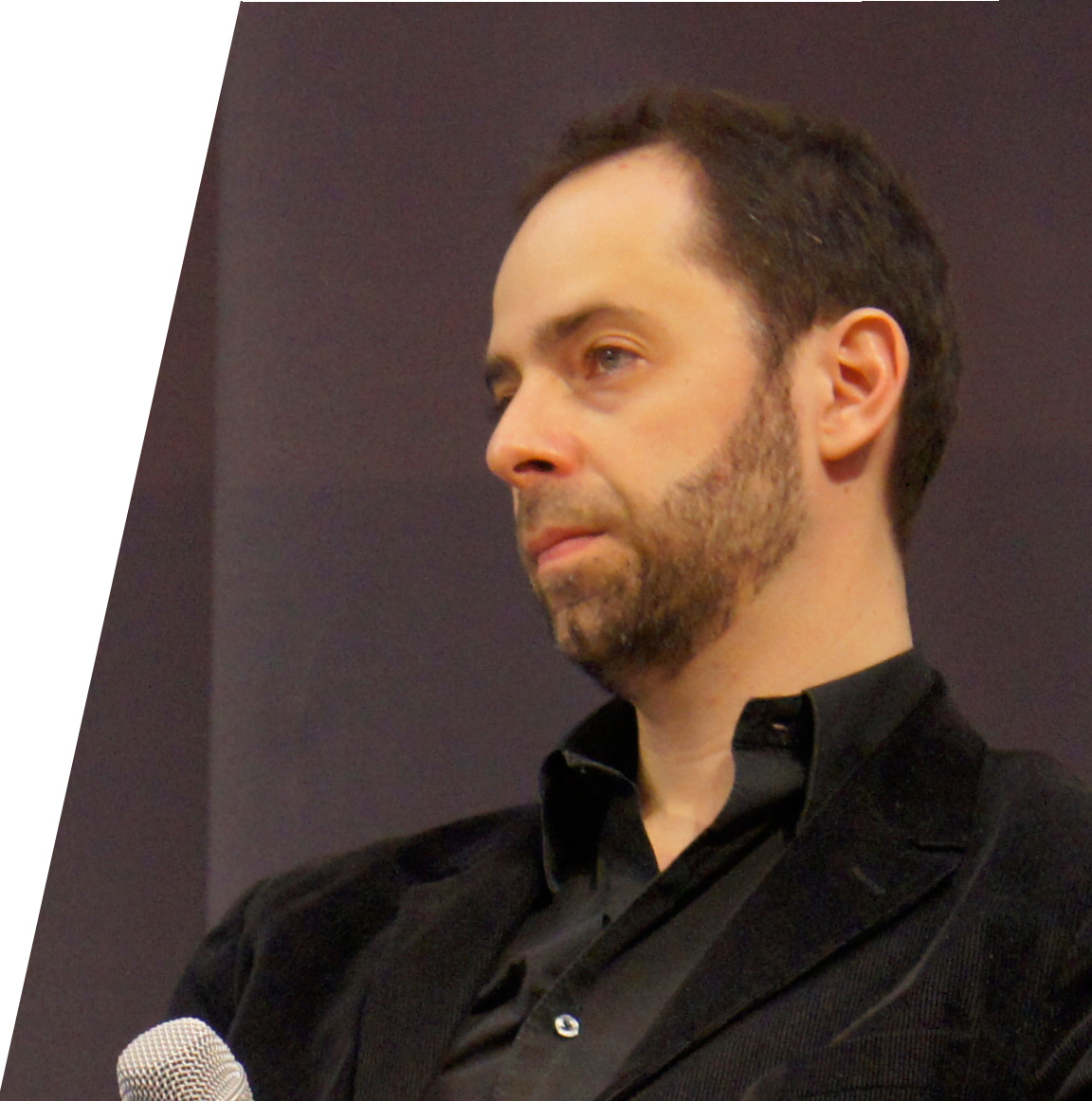
Julien Rappeneau

Grâce aux témoignages de proches du chanteur et par l'intermédiaire d'une émission documentaire de Mireille Dumas que les producteurs lui montrent, Florent-Emilio Siri découvre beaucoup d'éléments qu'il ignorait sur le chanteur, et souhaite révéler sur grand écran sa « maniaquerie obsessionnelle ou la mise en scène de son malaise lors d'un concert à Marseille en 1970 ». Cette déclaration du réalisateur fait peur aux coproducteurs de Flèche Productions, Claude François junior et Marc François, mais ceux-ci, en fin de compte, acceptent cette vision du film, lors des discussions avec l'acteur Jérémie Renier.
Florent-Emilio Siri travaille sur le scénario pendant un an et demi, qui est coécrit avec Julien Rappeneau répondant à l'appel des deux producteurs de LGM Productions, et qui relate la vie du chanteur, de son enfance en Égypte jusqu'à sa mort tragique. « Mon idée, en tant que réalisateur, c'était de me mettre dans la peau de Claude François, qui vivait sur un rythme effréné ». Ensemble, ils développent les écritures grâce au soutien de Fabien Lecœuvre, le biographe du "chanteur à minettes".

### Attribution des rôles

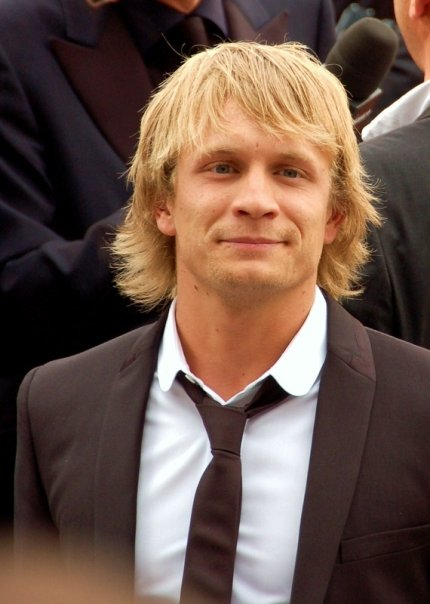
Jérémie Renier, choisi pour incarner Claude François.

Fin novembre 2010, Jérémie Renier est officiellement choisi pour incarner Claude François, comme le souhaitait Florent-Emilio Siri parce que c'est « un acteur incroyable qui peut tout jouer et en plus c’est un énorme bosseur ». Jérémie Rénier avait reçu une autre proposition pour ce rôle pour un projet non abouti une dizaine d'années auparavant. Comme il connaissait mal la personnalité de Claude François avant de tourner le film, il a été surpris, au fil de ses recherches, de découvrir « un personnage fascinant ». Avant de commencer le tournage, l'acteur a demandé quelques longs jours pour se préparer à rentrer dans la peau du personnage : « J'avais beaucoup de choses à apprendre. Je ne savais ni chanter ni danser ni jouer de la batterie, j'ai donc dû apprendre tout cela. J'ai aussi travaillé mon souffle en faisant beaucoup de séances d'abdos. En tout, j'ai suivi quatre mois de préparation intense, tous les jours. C'était dur, mais j'y ai pris beaucoup de plaisir également. Claude François faisait lui-même beaucoup de sport, il avait une vie très saine, il buvait rarement, ne fumait pas. Il fallait vraiment que je me conforme à tout cela ». Il a donc travaillé pendant six mois le chant, la danse, les abdominaux et le souffle : il pouvait chanter en dansant deux heures en permanence, auprès d'un coach qui lui avait conseillé « des séries montant crescendo jusqu'à 1 200 abdos par jour ». Chaque matin, avant les prises de vues, il doit passer deux heures au maquillage.

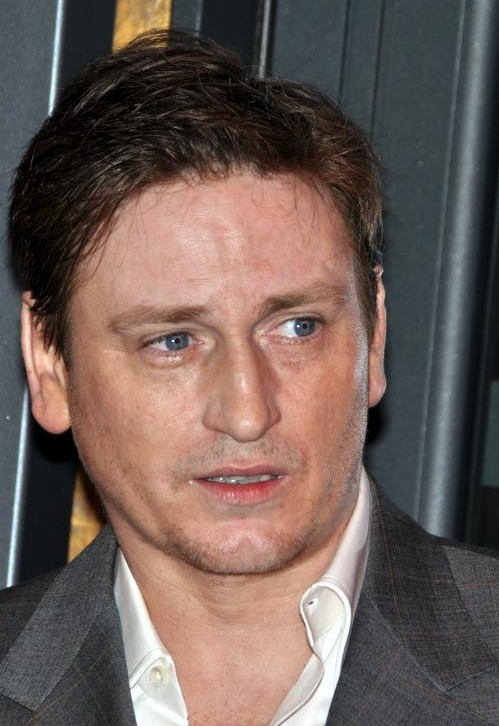
Benoît Magimel interprète l'imprésario Paul Lederman. Sa performance lui vaudra une nomination au César du meilleur acteur dans un second rôle.

Sur le conseil de Jérémie Renier, le réalisateur a embauché son acteur récurrent Benoît Magimel, au début mars 2011, pour interpréter Paul Lederman, l'imprésario du chanteur. Pour les besoins de son rôle, il a dû prendre quelques kilos et apprendre à s'exprimer avec les gestes et l'accent juif marocain, en ajoutant une perruque bouclée, un faux nez et un faux ventre.
Juste après sa prestation dans le film Le Moine de Dominik Moll, Joséphine Japy incarne France Gall, la petite-amie du chanteur dont la rupture inspira à ce dernier la célèbre chanson Comme d'habitude : « Ce fut une révélation. (…) C'est en effet une responsabilité particulière. J'ai essayé de retranscrire ces moments-là de sa vie le mieux possible en évitant de reprendre les clichés ».

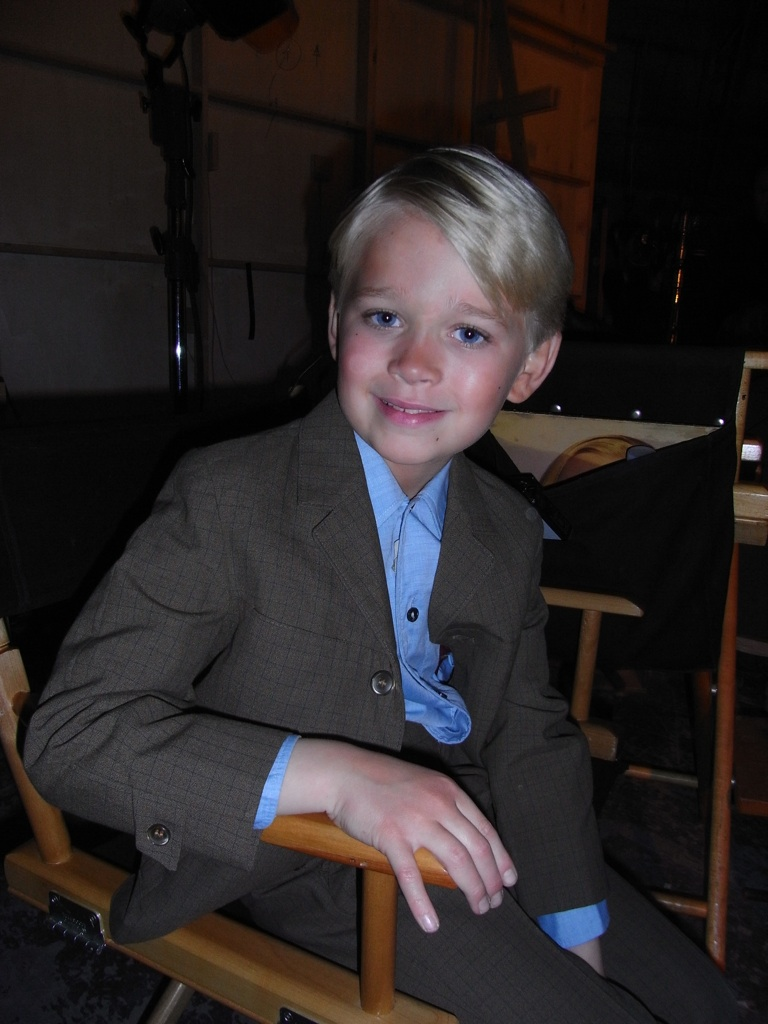
Tom Dufour en jeune Claude François.

Alors que LGM Productions recherchait, en novembre 2010, « Enfant musicien de huit ans, blond, yeux bleus, petit et menu, ayant le sens du rythme et de la danse, musicien : violon (et percussions). Débrouillard et énergique. Une vraie personnalité » pour quatre jours de tournage, l'équipe du casting téléphone sur-le-champ aux parents d'un jeune élève du conservatoire de Tourcoing âgé de onze ans après avoir reçu leur mail en décembre 2010 : il s'appelle Tom Dufour, correspondant parfaitement au profil de Claude François étant enfant, est officiellement engagé en février 2011.
En fin d'avril, le scénographe italien Adriano Sinivia prend le rôle de Louis Frozio, le chef d'orchestre de la Société des bains de mer de Monaco. Ludivine est choisi pour le rôle de Madame Bourtayre et Maud Jurez en première épouse du chanteur, Janet Woollacott, tous deux au début de mai. L'actrice débutante Sophie Meister, en juin, incarne l'Américaine Kathalyn Jones, la dernière compagne de Cloclo. En juillet apparaissent de nombreux acteurs plus ou moins connus comme Vincent Nemeth pour personnifier Bruno Coquatrix, le directeur de l'Olympia et Paul Périer dans le rôle de son propre père, le photographe Jean-Marie Périer.
Quant aux Clodettes, la chorégraphe Mia Frye, elle-même avec son mari Michel Ressiga dirige les danseuses pour le besoin du film, et interprète l'une d'entre elles, aux côtés de jeunes nouvelles actrices Sophie Del Rosso et Marydanzaact.

### Tournage
Produit par Cyril Colbeau-Justin et Jean-Baptiste Dupont, le film a un budget de 20 000 000 euros. Le directeur de la photographie Giovanni Fiore Coltellacci opte pour des caméras 35 mm 3 perfos Arricam Lite, Arricam Studio et Arri 235, ainsi que des objectifs Masterprimes et Optimo Angénieux. Le tournage a duré quatre mois et demi dans deux cent cinquante décors.

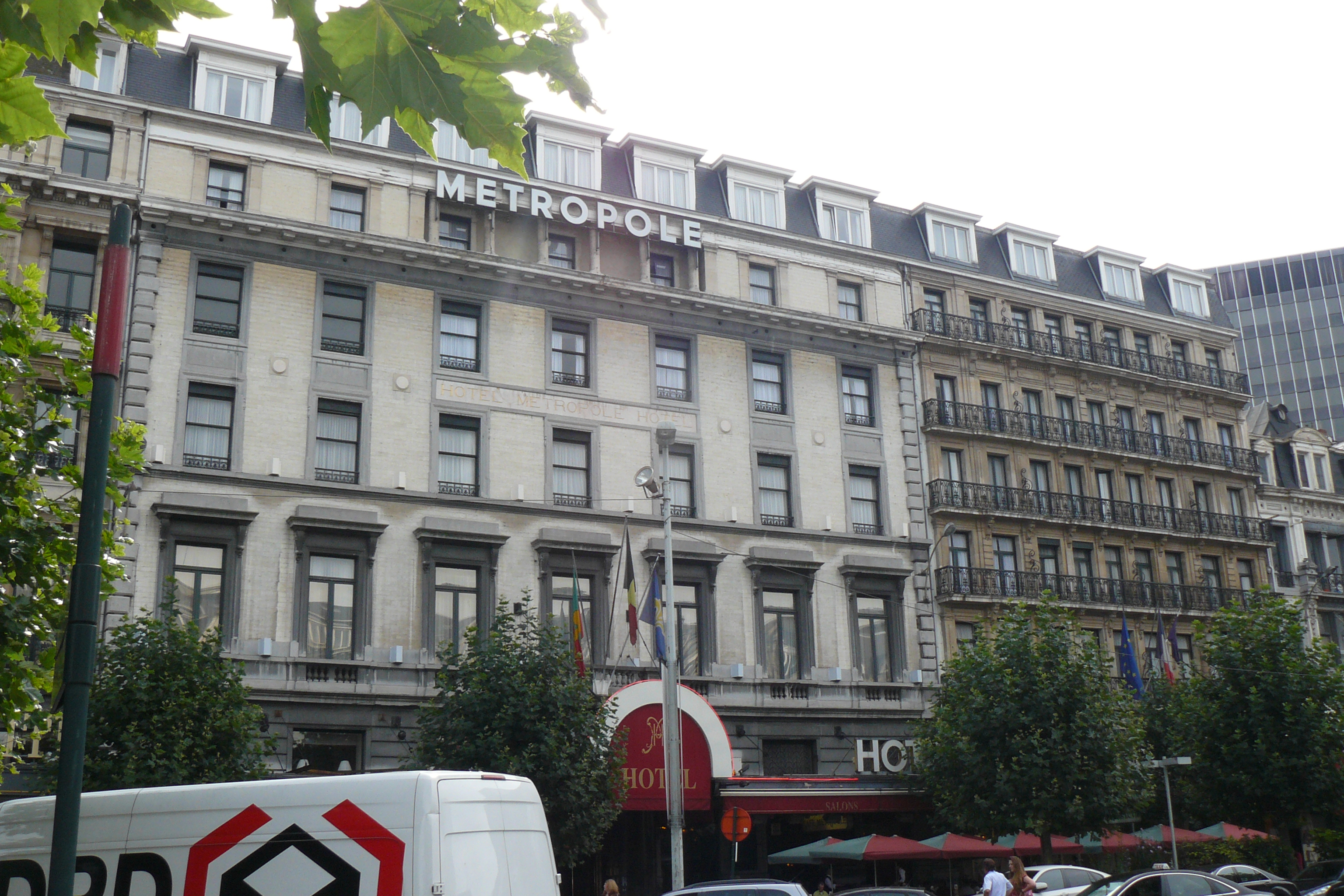
Hôtel Métropole, Bruxelles

Le tournage débute en mars 2011 à Bruxelles en Belgique pendant cinq semaines. L'hôtel Métropole est transformé en London Hilton on Park Lane de Londres, le Cirque Royal est utilisé pour les marches du Palais de Justice de Paris et, à Etterbeek, le théâtre Saint-Michel devient l'Olympia. Sont aussi utilisés l'autoroute de Nivelles, l'Aegidium, le Falstaff, l'Ancienne Belgique et un hôtel à Genval.
Au début du mois de mai, pour les besoins d'une scène tournée en pleine nuit, le boulevard des Capucines où se trouve l'Olympia est reconstitué dans son état des années 1960. La façade reprend les affiches de Claude François aux côtés de Johnny Hallyday et de Rika Zaraï.
À partir du 3 juin, douze jours durant, l'équipe se retrouve à Dannemois pour les prises de vues au Moulin de Dannemois, l'ancienne résidence secondaire du chanteur. Le jardin et la piscine sont recomposés à l'américaine. Au dernier jour, Michel Drucker, ami proche du chanteur, assiste au tournage. Ému aux larmes en voyant Jérémie Renier maquillé en Claude François, il déclare : « J’ai l’impression de le voir là. Devant moi ».
D'autres scènes sont tournées à Menton dans le décor naturel de la vallée du Fossan et de la plage du Marché, à Monaco où le chanteur débutait au Sporting Monte-Carlo et où il rencontre Frank Sinatra pour la première fois, et à Paris dans le 9e arrondissement de Paris, précisément dans la rue Mansart et la rue Pierre-Fontaine en passant par les studios d'Épinay-sur-Seine. Le tournage se termine en mi-juillet 2011, au Maroc pour les scènes censées se passer en Égypte.

### Montage
Le montage du film est effectué durant l'automne et l'hiver 2011 jusqu'en février 2012, par le chef monteur Olivier Gajan, un des habitués du réalisateur qui était également à ses côtés, dans des studios de Boulogne à Boulogne-Billancourt.
À vrai dire, Florent-Emilio Siri considère le montage comme un vrai scénario ou un storyboard visuel : « J’écris le film quatre fois. J’écris le scénario, après je storyboarde entièrement le film, après je re-travaille au tournage. Ce storyboard je ne le respecte pas toujours mais c’est une base solide car j’ai déjà imaginé la chose visuellement et m’appuyer dessus et après il y a le montage, c’est l’étape où c’est le film qui décide du rythme. Souvent dans les scénarios, on écrit les débuts et les fins de scènes, parfois au montage tu te rends compte que t’as pas besoin du début et qu’il faut aller directement dans la scène, c’est une question de rythme ».

### Musique
Albums de Alexandre Desplat
Extrêmement fort et incroyablement près
(2011) The Spider's House
(2012)
| 1.    | 17 ans                                             | Claude François          | 3:44  |
| 2.    | Cette année-là                                     | Claude François          | 3:14  |
| 3.    | Je sais                                            | Claude François          | 3:02  |
| 4.    | Introduction                                       | Emperor Rosko            | 0:37  |
| 5.    | Respect (Live, Olympia, 21 mars 1967, Paris)       | Otis Redding             | 3:11  |
| 6.    | L'amour c'est comme ça                             | Claude François          | 2:41  |
| 7.    | Reste                                              | Claude François          | 2:55  |
| 8.    | Comme d'habitude                                   | Claude François          | 4:09  |
| 9.    | My Way                                             | Frank Sinatra            | 4:34  |
| 10.   | Bélinda                                            | Claude François          | 2:39  |
| 11.   | Think (en)                                         | James Brown              | 3:12  |
| 12.   | Le lundi au soleil                                 | Claude François          | 2:59  |
| 13.   | Le Mal Aimé                                        | Claude François          | 2:34  |
| 14.   | Soudain il ne reste qu'une chanson                 | Claude François          | 3:07  |
| 15.   | I'm Your Boogie Man (en)                           | KC and the Sunshine Band | 4:01  |
| 16.   | Magnolias for Ever                                 | Claude François          | 4:19  |
| 17.   | Alexandrie Alexandra (version longue remastérisée) |                          | 5:45  |
| 18.   | My Way                                             | Tom Evers                | 4:35  |
| 19.   | Original Soundtrack Cloclo                         | Alexandre Desplat        | 16:47 |
| 77:53 |                                                    |                          |       |

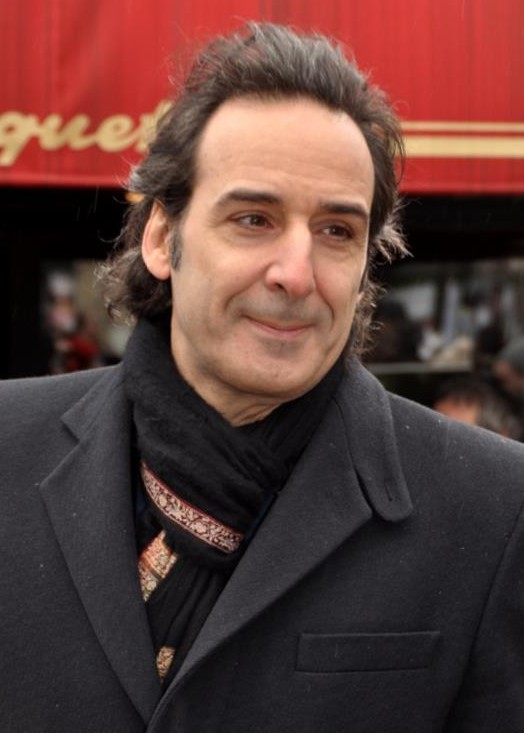
Alexandre Desplat (2013).

Le compositeur Alexandre Desplat s'est associé à nouveau avec le réalisateur pour la cinquième fois afin de superviser la musique du film alors qu'il venait tout juste achever les enregistrements pour Extrêmement fort et incroyablement près (Extremely Loud and Incredibly Close, 2011) de Stephen Daldry.
La bande originale du film (voir liste des titres plus haut), réalisée par Sony Music, sort le 12 mars 2012, réunissant les chansons de Claude François, le célèbre My Way interprété par Frank Sinatra, ou encore Respect d'Otis Redding.
D'autres musiques, non présentes dans la bande originale, s'ajoutent également dans le film : Viens danser le twist de Johnny Hallyday, Le Nabout Twist de Claude François (qui fut son premier single sous le pseudonyme de Koko et qui fut un échec), Poupée de cire, poupée de son de France Gall et Belles, Belles, Belles, le premier succès de Claude François.
Le songbook Cloclo, publié aux Éditions Capte Note - Planète Partitions, regroupe les partitions de la bande originale du film ainsi que des tubes de Claude François.

## Promotion
La première photo officielle du film est dévoilée, en mars 2011, par StudioCanal, avant que Le Parisien ne publie d'autres photos du tournage, en juin.
La production belge Nexus Factory révèle la première affiche du film sur son site qui montre Claude François en pleine répétition d'un concert pendant l'été 1976, au-dessous on peut lire l'accroche suivante : « Destin d'un chanteur populaire ».
Le 17 décembre sur France 2, l'émission C'est au programme diffuse les premières images en exclusivité, ainsi que la présentation de l'affiche officielle du film montrant Jérémie Renier en « chanteur populaire » de profil perdu dans la lueur de l'obscurité. Au mois de février 2012, la bande-annonce officielle est diffusée sur les sites web de cinéma où l'on voit défiler la jeunesse, les amours, la carrière, la gloire et la descente aux enfers du chanteur.

## Accueil

### Sortie
Le 14 mars est marqué par un soudain retour à la douceur dans toute la France, ce jour-là, les terrasses sont pleines, ce qui n'empêchera pas le film de totaliser plus d'un million d'entrées la première semaine. Cloclo fait partie des quinze films français les plus attendus sur les écrans en 2012. Il est sorti le 14 mars 2012 en Belgique, en France et en Suisse romande même si, à l'occasion de cette sortie, les avant-premières s'offrent dans six villes dont Strasbourg est la première à projeter le 21 février 2012 avec la présence de Jérémie Renier et le réalisateur Florent-Emilio Siri à l'UGC Ciné Cité Strasbourg.
La distribution canadienne Les Films Séville diffusera le film le 29 juin 2012 sous le titre Cloclo : La fabuleuse histoire de Claude François dans les salles au Québec.
La sortie du film en DVD et en Blu-Ray a eu lieu le 5 septembre 2012 sous la distribution de TF1 Vidéo.
Pour la première fois utilisé lors de sa représentation au seizième festival City of Lights, City of Angels (COL-COA) à Hollywood, le titre international du film est My Way.

### Accueil critique
Sur l'agrégateur américain Rotten Tomatoes, le film récolte 83 % d'opinions favorables pour six critiques.
En France, le site Allociné propose une note moyenne de 3,6⁄5 à partir de l'interprétation de critiques provenant de 25 titres de presse.
Dans un entretien à l'Agence France-Presse, le 21 février 2012 publié par Le Nouvel Observateur, Josette François, la sœur du chanteur et très proche de son frère, declare qu'elle a abandonné toute collaboration au projet en raison de ses désaccords avec ses neveux Claude junior et Marc, avec lesquels elle a « définitivement coupé les ponts ».
Avant la sortie officielle, France-Soir considère que « Cloclo va "emballer" les Français ». Pour Le Parisien, Jérémie Renier « incarne un Claude François plus vrai que nature. Cloclo ressuscité ! Clo-clone ! ». Dans la critique du webzine Excessif, c'est « une histoire passionnante, écrite, réalisée et interprétée avec talent ». Le Monde voit plutôt « le résultat est à la fois décevant et, plus encore, déconcertant. (…) Reste, évidemment, l'aspect cosmétique du film. Jérémie Renier campe un "Cloclo" à s'y méprendre (…). À la différence de son modèle, et sans doute faute d'avoir percé ce mystère, Cloclo met en scène un "mal-aimé" qui ne parvient pas à se faire aimer ».
Pour Libération, le réalisateur « a l'air de se foutre de Claude François comme de sa première communion. S'il vibre deux minutes en recréant l'ambiance surchauffée d'un live d'Otis Redding, il traite tout le reste sous la forme d'une sitcom détraquée avec, en guise de gags récurrents, un acteur (Jérémie Renier) qui n’est en définitive pas plus crédible (ou pas moins drôle) que Benoît Poelvoorde dans Podium, de Yann Moix, sur un chanteur minable qui se prenait pour Claude François ».

### Box-office
| Pays     | Période      | Nombre d'entrée   | Classement | Nombre de semaines | Gains rapportés |
| Belgique | 14 mars 2012 | 148 902 entrées   | 8          | 5                  | 994 738 €       |
| France   | 14 mars 2012 | 1 766 577 entrées | 16         | 5                  | -               |
| Suisse   | 14 mars 2012 | 22 159 entrées    | 12         | 5                  | -               |

Le premier jour de sa sortie officielle à quatorze heures, Cloclo a recueilli 3 066 entrées pour 27 copies distribuées dans les salles parisiennes et, à ce jour selon les chiffres du CBO Box-office, plus de 110 000 spectateurs dans toute la France,. En pleine treizième édition du Printemps du cinéma ayant eu lieu entre le 18 et 20 mars, 670 401 spectateurs ont vu ce film dans 905 salles en cinq jours, se trouvant derrière le film comique Projet X de Nima Nourizadeh avec 439 974 entrées dans 248 salles. Son démarrage est simultanément réussi et confus en comparaison de La Môme d'Olivier Dahan qui, en cinq jours, avait su séduire les 1 211 374 spectateurs en 2007.
Suivant CBO Box-office pour la semaine du 14 au 20 mars, le film en troisième démarrage de l'année compte 1 006 479 entrées dans 905 salles et s'approprie sa première place, détrônant Les Infidèles avec 2 047 319 entrées en trois semaines,. En Suisse romande, il dénombre 6 655 entrées en une semaine. La semaine suivante, du 21 au 27 mars, évincé par l'arrivée de Hunger Games de Gary Ross en première place avec 509 426 entrées, Cloclo se trouve au troisième rang avec 338 417 entrées (soit un cumul de 1 344 896 entrées), devant Projet X.
Trois semaines passées en France, malgré l'arrivée de Mince alors ! de Charlotte de Turckheim en première place et de La Colère des Titans de Jonathan Liebesman en seconde, Cloclo descend au cinquième rang avec 202 479 entrées.

### Festivals
Comme la plupart des films français à succès tel que le dernier Intouchables d'Olivier Nakache et Éric Toledano désormais en clôture, les organisateurs du seizième festival City of Lights, City of Angels (COL-COA) à Hollywood annoncent au Nouvel Observateur qu'entre le 16 et 23 avril 2012, Cloclo s'engagera dans cette aventure pour « mieux faire connaître aux Américains la figure de Claude François, dont l'un des derniers projets, juste avant sa mort, était de venir s'installer à Los Angeles ». Pour ce, Cloclo devient My Way comme titre international.
Du 17 au 22 avril a lieu le second Festival Rendez-vous avec le nouveau cinéma français (Rendez-vous, appuntamento con il nuovo cinema francese) à Rome, précisément dans quatre coins de la capitale de l'Italie (Il Cinema Fiamma, la Casa del Cinema, la Villa Medici et le centre Saint Louis), où projettent quarante longs-métrages français dont Cloclo étant présenté par Monica Scattini, Vladimir Consigny et Giovanni Fiore Coltellaci au Cinema Fiamma.
Le Festival du film de Cabourg se déroule entre 13 au 17 juin dans le Calvados, d'où Jérémie Renier décroche le Swann d’Or du meilleur acteur tandis que le réalisateur est nommé parmi les meilleurs réalisateurs.

## Distinctions

### Récompenses
- Festival du film de Cabourg 2012
  - Swann d’Or du meilleur acteur pour Jérémie Renier
- Globe de cristal 2013 : Meilleur acteur pour Jérémie Renier
- César du meilleur son 2013 pour Antoine Deflandre, Germain Boulay et Éric Tisserand

### Nominations
- COL-COA 2012
  - Film d'ouverture
  - Prix spécial de la critique
  - Mention spéciale du public
  - Mention spéciale

- Festival Rendez-vous avec le nouveau cinéma français à Rome en 2012 (catégorie Nouveautés).

- Festival du film de Cabourg 2012 : Ciné Swann d’Or pour Florent-Emilio Siri

- César du cinéma 2013 :
  - Meilleur acteur pour Jérémie Renier
  - Meilleur acteur dans un second rôle pour Benoît Magimel
  - Meilleurs décors pour Philippe Chiffre
  - Meilleurs costumes pour Mimi Lempicka

## Erreurs chronologiques
La Ferrari 250 GTE de Claude François est immatriculée “8391 BE 75”. Or la série “BE 75” (département de la Seine, englobant Paris) a été attribuée dans le premier trimestre de l’année 1952, année où Claude François, né en 1939, avait 13 ans et était encore écolier en Égypte. D’autre part les toutes premières Ferrari 250 GTE ne sont apparues qu’en 1960, soit huit ans après l’attribution de la série “BE 75”. Ces erreurs chronologiques concernent également plusieurs autres voitures utilisées dans le film.
Le drapeau de la Lettonie apparaît dans la scène tournée sur la plage de Menton entre Claude François et sa soeur qui se déroule juste avant le décès de leur père en mars 1961. La Lettonie était à l'époque une republique de l'URSS, son drapeau national n'a été adopté que le 27 février 1990.

## Erreurs sur les faits
Les scénaristes ont pris quelques libertés avec la réalité lors des scènes montrant Claude François, au milieu des spectateurs, assister au premier show de Otis Redding en septembre 1966 à Londres, et avoir subitement l’irrésistible envie de s’entourer lui-même de danseuses pour ses propres concerts. 
Les faits réels montrent que, depuis l’été 1966, Claude François se produit déjà sur scène avec deux danseuses, Solange et Siska Fitoussi, sur certaines chansons. L’idée des Clodettes est donc déjà bien avancée.
Et c’est dans sa chambre d’hôtel, en regardant à la télévision Otis Redding que Claude François a l’idée d’ajouter deux danseuses noires aux deux danseuses blanches existantes,.

### Vidéographie
- Spéciale Claude François : 30 ans déjà de Mireille Dumas, émission documentaire diffusée le 3 mars 2008 sur France 3.